# ジェームズ・グラハム (第2代准男爵)
第2代准男爵サー・ジェームズ・ロバート・ジョージ・グラハム（英: Sir James Robert George Graham, 2nd Baronet, GCB, PC、1792年6月1日 - 1861年10月25日）は、イギリスの政治家。
ホイッグ党、ダービー派、保守党、ピール派、自由党と党派を移しながら、ヴィクトリア朝前期に閣僚職を歴任した。

## 経歴

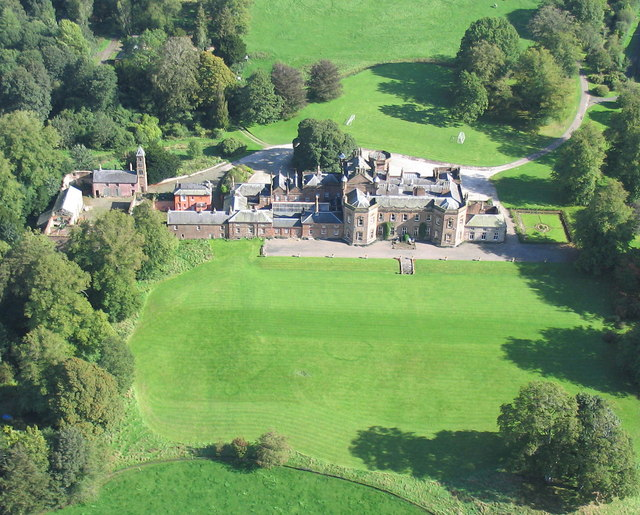
ネザービーのグラハム准男爵家の邸宅。

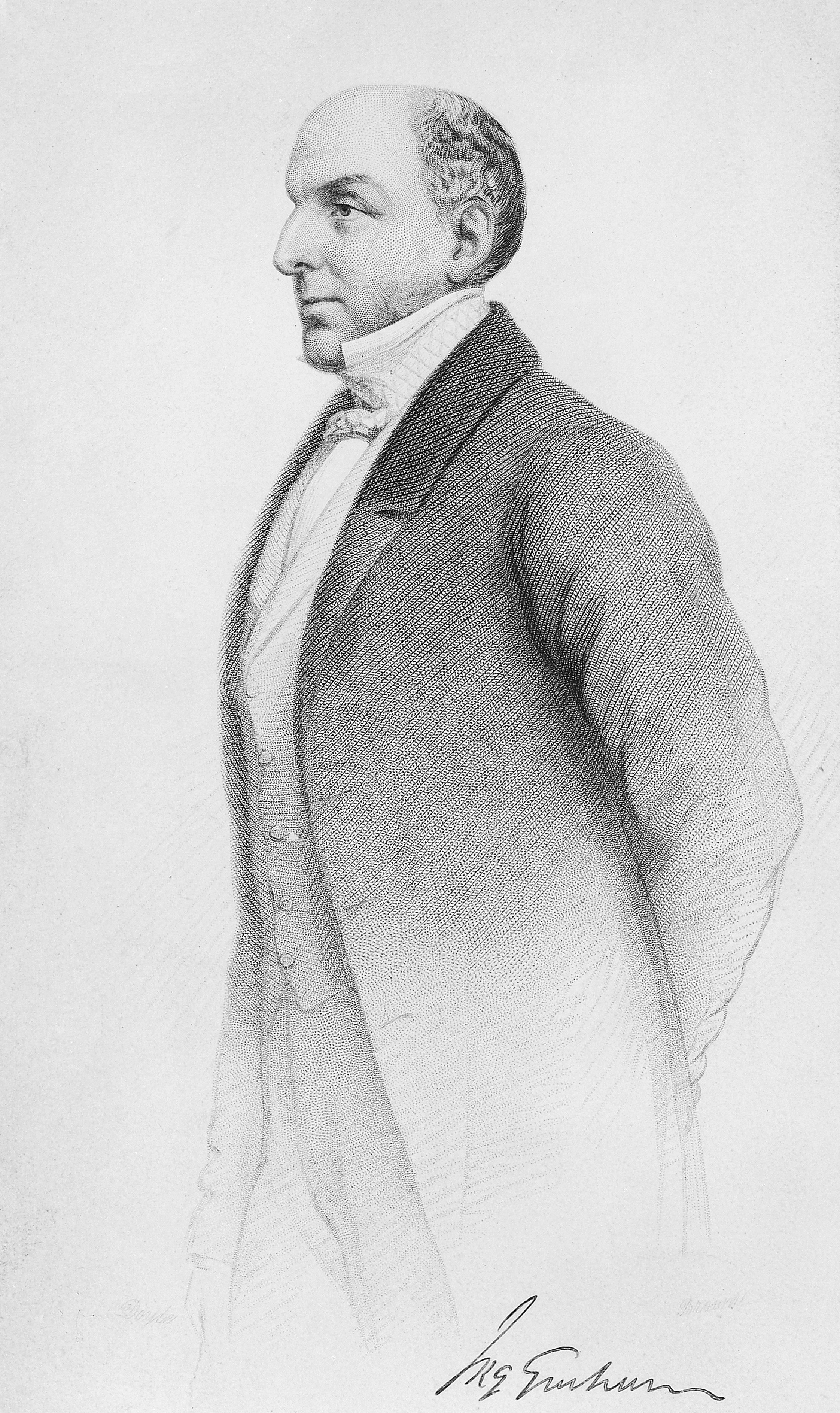
サー・ジェームズ・グラハム准男爵

1792年6月1日、カンバーランド・ネザービーに邸宅を構える地主の初代准男爵サー・ジェームズ・グラハムとその妻キャサリン（第7代ギャロウェイ伯爵ジョン・ステュワートの娘）の息子として生まれる。
ウェストミンスター・スクールを経てオックスフォード大学クライスト・チャーチへ進学した。1812年にオックスフォードを中退し、グランドツアーに出た。スペインからシチリア島へ向かう途中、急きょイギリスの外交使節団の一員に加えられ、使節団に従ってローマやジェノヴァを訪問した。1814年に帰国。
その後のロンドンでの生活の中でホイッグ党の政治家を志すようになった。父はトーリー党だったので選挙活動を助けてくれなかったが、1818年の総選挙でキングストン・アポン・ハル選挙区からホイッグ党候補として出馬し、庶民院議員に当選した。
1820年の総選挙ではセント・アイブス選挙区に転じて再選されたが、その翌年には彼の再選について有権者の反発があり、選挙委員会で争うだけの金がなかったため、辞職してしばらく政界を去った。
議員失職中は父の地主の仕事を手伝った。1824年4月には父の死により第2代准男爵位を継承した。1826年には『とうもろこしと通貨（Corn and Currency）』を著し、自由貿易とフリーバンキングを支持する立場を表明した。これにより彼は改革派の政治家として一目置かれるようになった。
1826年にカーライル選挙区から選出され、再び庶民院議員となる。1827年12月にカンバーランド選挙区庶民院議員ジョン・カーウェンの死去に伴い、そちらの選挙区に移って当選した。
1830年に公務員給与削減問題で活躍したことで名を上げ、グレイ伯爵内閣の海軍大臣に抜擢された。また選挙法改正案準備委員会の委員の一人に選ばれた。この委員会は閣僚4名で構成され、他のメンバーはジョン・ラッセル卿、ダンキャノン子爵、ダラム男爵であった。グラハムはホイッグ右派と見られている人物なので、ダンキャノン子爵とともに行きすぎた改正にブレーキをかける役割を期待されていたと見られる。
1834年にアイルランド国教会歳入の民間転用問題をめぐってグラハムやスタンリー卿（のちのダービー伯爵）らホイッグ右派閣僚が改革派ラッセルと対立を深め、結局グラハムらが閣僚職を辞することになった。これ以降グラハムはじめ80名ほどのホイッグ右派はスタンリー卿を指導者に仰ぐ独立会派ダービー派を形成した。ダービー派は1839年までに保守党に吸収合併されることになる。
1837年の総選挙では党派変えの反発を買ってカンバーランド選挙区で落選したが、1838年にはペンブルック選挙区に転じて当選した。この後もドーチェスター選挙区、リポン選挙区、カーライル選挙区と選挙区を転じていく。
1838年にはグラスゴー大学の学長に就任した。
1841年9月には第2次ピール内閣に内務大臣として入閣した。内相としての喫緊の問題はスコットランド教会の内部対立であったが、政府は妥協しない方針を決定。結果1843年のスコットランド教会の分裂を招いたとして、グラハムはスコットランドにおいて広く非難された。また1844年に郵便局で封書の検閲が行われていたことが発覚した際にも、令状を発行した閣僚として批判の矢面に立たされた。1845年11月にピール首相が穀物法廃止（穀物自由貿易）を打ち出すと外相アバディーン伯爵、陸軍事務長官シドニー・ハーバートとともに閣僚の中でもいち早く支持を表明した。
保守党が穀物自由貿易派と保護貿易派に分裂すると自由貿易派のピール派に属した。1852年12月に成立したピール派とホイッグ党の連立政権アバディーン伯爵内閣ではピール派からの閣僚の一人として海軍大臣に就任。クリミア戦争をめぐっては他のピール派閣僚とともに平和派に属したが、ホイッグ党閣僚たちに押し切られた結果、参戦に決した。
1855年1月にはクリミア戦争の泥沼化の中で調査委員会の設置の動議が決議され、アバディーン伯爵内閣は退陣。代わってホイッグ党首班の第一次パーマストン子爵内閣が発足した。同内閣にも留任したが、パーマストン子爵が調査委員会の設置に応じる構えであったため、他のピール派閣僚グラッドストン、ハーバートとともに二週間で下野した。
ピール派の長老と目されていたが、病気のため、1859年のホイッグ党、ピール派、急進派の合同による自由党結成と第2次パーマストン子爵内閣樹立の動きには積極的な関与はできなかった。この頃にはピール派の指導権もグラッドストンやハーバート、ニューカッスル公爵らに移っていた。
晩年にも議会に精力的に出席したが、休暇でネザービーの自邸に帰っていた際の1861年10月25日に死去した。

## 栄典
- 1824年4月13日、第2代カンバーランド・ネザービーのグラハム準男爵（英語版）（1783年グレートブリテン準男爵位）[2]
- 1830年11月22日、枢密顧問官（PC）[7]
- 1854年4月15日、バス勲章ナイト・グランド・クロス（GCB）[22]

## 家族
1819年に陸軍軍人の娘ファニー・カレンダーと結婚した。彼女との間に第3代準男爵位を継承する長男フレデリック・グラハム以下3男3女を儲ける。1857年に妻と死別した。